# Міхнюк Олег Іванович
Оле́г Іва́нович Міхню́к (27 жовтня 1965, Мала Дівиця, Прилуцький район, Чернігівська область — 20 серпня 2014, Новосвітлівка, Краснодонський район, Луганська область) — український військовик і громадський діяч, ветеран війни в Афганістані, заступник голови Української Спілки ветеранів Афганістану, кавалер численних орденів та медалей. Активіст Революції гідності, учасник війни на сході України. Герой України.
Загинув під час бойових дій за містечко Новосвітлівка, на трасі Краснодон-Луганськ.

## Життєпис
Народився 1965 року в селі Мала Дівиця Прилуцького району Чернігівської області. 29 жовтня 1983 року призваний до лав Збройних сил СРСР. Закінчив навчальний підрозділ 44-ї навчальної повітряно-десантної дивізії, яка на той час дислокувалася поруч із селом Гайжюнай (Литовська РСР), отримав військове звання «сержант». З 4 березня 1984 року служив в 56-й окремій гвардійській десантно-штурмовій бригаді в Афганістані. Був заступником командира 3-го десантно-штурмового взводу 7-ї роти.
31 травня 1984 року під Гардезом намагаючись витягнути поранених товаришів з-під прицільного вогню снайпера був важко поранений. 21 травня 1985 року отримав друге поранення під час проведення операції в Мараварській ущелині. Багато зробив для ветеранського руху і товаришів по службі. Всі зустрічі ветеранів-«афганців» через 20 років були організовані за його ініціативи.
З 1991 по 1993 рр. начальник медико-соціального відділу Української Спілки ветеранів Афганістану (УСВА). З 1994 по 1995 рр. заступник голови правління Київської обласної Спілки воїнів-інтернаціоналістів. З 1995 рр. працював (УСВА) на посаді керівника управління реабілітації та лікування.
Нагороджений двома орденами «Червоної Зірки» та медаллю «За відвагу».
Перебував у шлюбі з Міхнюк Ніною Петрівною, під час шлюбу народилось двоє синів — Олег та Євген, однак шлюб розпався.
Знайшов другу дружину — Ірину, яка народила доньку, яку згодом назвали Анною. 14 лютого 2018 року Ірина Володимирівна Міхнюк — член правління громадської спілки «Всеукраїнська асоціація ветеранів Афганістану та антитерористичної операції» — нагороджена орденом княгині Ольги III ст.

### Євромайдан та російське вторгнення
В період Євромайдану Олег Міхнюк був сотником Восьмої «афганської» сотні Самооборони Майдану, у складі якої були переважно ветерани війни СССР в Афганістані.
В квітні 2014 року опублікував статтю в Українській правді у якій розкритикував стан справ в українській армії за підсумками російського вторгнення в Крим.
Під час війни на сході України пішов добровольцем до 24-й батальйону територіальної оборони «Айдар».

Надгробний пам'ятник.

Загинув 20 серпня 2014 року в бою за визволення Луганська біля селища Новосвітлівка. Похований у Києві, на Лук'янівському військовому цвинтарі (50°28′12,92″ пн. ш. 30°27′18″ сх. д. / 50.4666667° пн. ш. 30.45500° сх. д.).

## Вшанування пам'яті
- 11 лютого 2015 року у військово-історичному музеї — відділі Чернігівського історичного музею імені В. В. Тарновського відбувся захід, присвячений Олегу Івановичу Міхнюку. Чернігівці згадали в цей день війну в Афганістані, Революцію Гідності, війну за Незалежність України (АТО). Все це поєднав у собі Олег Міхнюк.[5]
- В Чернігові існує вулиця Олега Міхнюка[6].
- 19 вересня 2014 року відкрито меморіальну дошку на будівлі Малодівицької ЗОШ І-ІІІ ступенів, де навчався Олег Міхнюк[7].
- 29 жовтня 2019 року, в рідному містечку героя Мала Дівиця, відкрито пам'ятний знак[8].
- 14 грудня 2015 року вулиця Ватутіна в смт Мала Дівиця, на якій проживав разом з батьками Олег Міхнюк, перейменована на вулицю Героя України О. Міхнюка.
- Вшановується 20 серпня на щоденному ранковому церемоніалі вшанування українських захисників, які загинули цього дня у різні роки внаслідок російської збройної агресії[9]
- Його портрет розміщений на меморіалі «Стіна пам'яті полеглих за Україну» у Києві: секція 3, ряд 3, місце 8.

## Нагороди
- Звання Герой України з удостоєнням ордена «Золота Зірка» (21 серпня 2015, посмертно) — за виняткову мужність, героїзм і самопожертву, виявлені у захисті державного суверенітету та територіальної цілісності України, вірність військовій присязі[10][11]
- Повний кавалер ордена «За мужність»:

- Орден «За мужність» I ст. (21 серпня 2014) — за особисту мужність і героїзм, виявлені у захисті державного суверенітету та територіальної цілісності України, вірність військовій присязі, високопрофесійне виконання службового обов'язку (посмертно)
- Орден «За мужність» II ст. (11 лютого 2004) — за плідну трудову діяльність, активну життєву позицію, патріотичне виховання молоді, особистий внесок у вирішення проблем ветеранів війни
- Орден «За мужність» III ст. (15 лютого 1999) — за плідну трудову діяльність, активну життєву позицію і громадянську мужність, патріотичне виховання молоді

- Медаль «Захиснику Вітчизни»
- Пам'ятна медаль «25 років виведення військ з Афганістану» (посмертно)[15]
- Орден Червоної Зірки
- Орден Червоної Зірки
- Медаль «За відвагу»
- Медаль «70 років Збройних Сил СРСР»
- Медаль «В пам'ять 10-річчя виведення радянських військ з Афганістану» (Білорусь)
- нагрудний знак «За оборону Луганського аеропорту»